# 林西街道
林西街道，是中华人民共和国河北省唐山市古冶区下辖的一个乡镇级行政单位。

## 行政区划
林西街道下辖以下地区：
东工房第一社区、东工房第二社区、白马山社区、东南楼第一社区、东南楼第二社区、南工房第一社区、南工房第二社区、电厂楼社区、二工房社区、三工房社区、新林楼社区、南新区第一社区、南新区第二社区、西工房社区、西前社区、西小楼第一社区、西小楼第二社区、北新社区、河西工房社区、机北社区、焦炭社区、机东社区、绿野第一社区和华瑞第一社区。